# Самсонов, Борис Иванович
 Борис Иванович Самсонов (21 апреля 1938, Павловск, Павловский район, Алтайский край, РСФСР, СССР — 20 сентября 2014) — председатель Совета Министров Крыма в 1993—1994 годах. Заслуженный работник местного самоуправления Автономной Республики Крым (2006).

## Образование
- 1957 — Харьковский сельскохозяйственный техникум
- 1967 — Алтайский сельскохозяйственный институт

## Биография
- 1957—1958 — агроном отделения Моховского совхоза Парфеновского района Алтайского края
- 1958—1961 — секретарь, второй секретарь Парфеновского райкома ВЛКСМ
- 1961—1962 — пропагандист Парфеновского райкома КПСС
- 1962—1963 — комсорг Алтайского крайкома ВЛКСМ, Поспелихинское производственное управление
- февраль — ноябрь 1963 — секретарь комитета ВЛКСМ Поспелихинского производственного управления
- 1963—1965 — секретарь партийной организации колхоза «Прогресс» Поспелихинского производственного управления
- 1965—1971 — агроном, управляющий отделением № 1 Алтайской машино—испытательной станции
- 1971—1974 — управляющий, заместитель директора по производству овцесовхоза «Ясная Поляна», Джанкойский район Крымская область
- 1974—1979 — директор совхоза «Заречный», Джанкойский район
- 1979—1982 — председатель Джанкойского райисполкома
- 1982—1984 — первый секретарь Джанкойского горкома Компартии Украины
- апрель 1984 — март 1991 — первый заместитель председателя Крымского облисполкома, одновременно январь 1986 — март 1991 — председатель областного агропромышленного комитета
- март 1991 — февраль 1992 — первый заместитель Председателя Совета Министров Крымской АССР
- 1992—1993 — проректор Крымского сельскохозяйственного института
- май 1993 — февраль 1994 — Председатель Совета Министров Крыма
- 1994—2001 — директор туристической базы «Таврия», г. Симферополь